# Долгоруковський район
Долгоруковський район (рос. Долгоруковский район) — муніципальне утворення у Липецькій області.